# Juan Bautista Agüero
Juan Bautista Agüero   (Caacupé, 24 de juny de 1935 - Caacupé, 27 de desembre de 2018) va ser un futbolista paraguaià.

## Selecció del Paraguai
Va formar part de l'equip paraguaià a la Copa del Món de 1958. Va jugar a Espanya al Sevilla, Reial Madrid i Granada.

## Referències

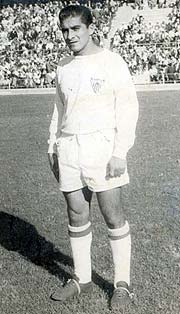
Agüero com a jugador del Sevilla.